# P-golf

Voortplanting van P-golven door een homogeen materiaal bij een recht golffront.

Voortplanting van P-golven door een homogeen materiaal bij een radiaal golffront (met de seismische bron in het midden).

Een P-golf of primaire golf of drukgolf is een longitudinale seismische ruimtegolf (een golf die door het binnenste van de Aarde beweegt). Bij P-golven trillen de deeltjes van het materiaal waar de golf doorheen beweegt (het medium) parallel aan de bewegingsrichting van de golf. Net als andere seismische golven kunnen P-golven worden opgewekt bij aardbevingen. De naam primair komt van het feit dat P-golven de eerste golven zijn die aankomen, ter onderscheid van de tragere S-golven. De 'P' kan ook pressure betekenen, Engels voor druk.
Geluid is een P-golf die door de lucht beweegt.

## Voortplantingssnelheid
De snelheid van een P-golf wordt gegeven door:
{\displaystyle v_{p}={\sqrt {\frac {k+{\frac {4}{3}}\mu }{\rho }}}}
waarin:
- k de compressiemodulus;
- {\displaystyle \mu } de schuifmodulus en
- {\displaystyle \rho } de dichtheid is van het materiaal waar de golf doorheen beweegt (het medium).

Omdat dichtheidsverschillen numeriek meestal klein zijn vergeleken met verschillen in k en μ, hangt de snelheid voornamelijk van de materiaaleigenschappen van het medium af.

## P-golven in de seismologie
Bijna alle kennis van de interne opbouw van de Aarde is afkomstig van seismologische waarnemingen van de looptijden, weerkaatsingen, afbuigingen en normaalmoden van seismische ruimtegolven. Er bestaat een schaduwzone tussen 104° en 140° afstand over het aardoppervlak, waar P-golven afkomstig van een aardbevingen niet aankomen. Dit komt doordat de golven iets worden afgebogen op de Wiechert-Gutenbergdiscontinuïteit, de grens tussen de mantel en de buitenkern.